# الانتخابات العامة في المملكة المتحدة 2019
أُجريت الانتخابات العامة في المملكة المتحدة لعام 2019 يوم الخميس الموافق 12 ديسمبر 2019، حيث كان يحق لـ 47,074,800 ناخبًا مسجّلاً التصويت لاختيار 650 نائبًا في مجلس العموم. فاز حزب المحافظين الحاكم، بقيادة رئيس الوزراء بوريس جونسون، بفوز كاسح محققًا أغلبية من 80 مقعدًا، بزيادة صافية قدرها 48 مقعدًا، وحصل على 43.6% من إجمالي الأصوات، وهي أعلى نسبة يحصل عليها أي حزب منذ انتخابات عام 1979، رغم أن الفارق في التصويت الشعبي كان أقل مما حققه حزب العمال على المحافظين في انتخابات 1997. وكانت هذه ثاني انتخابات وطنية تُجرى في المملكة المتحدة عام 2019، بعد انتخابات البرلمان الأوروبي في وقت سابق من العام.
فقد حزب المحافظين أغلبيته البرلمانية في انتخابات عام 2017، وحكم في ظل حكومة أقلية بدعم من الحزب الديمقراطي الوحدوي. واستقالت رئيسة الوزراء تيريزا ماي في يوليو 2019 بعد إخفاقها المتكرر في تمرير اتفاق الانسحاب من الاتحاد الأوروبي في البرلمان، ليخلفها بوريس جونسون في زعامة الحزب ورئاسة الحكومة. لم يتمكن جونسون من إقناع البرلمان بالموافقة على الاتفاق المعدل بحلول نهاية أكتوبر، فاختار الدعوة لانتخابات مبكرة، وهو ما وافق عليه مجلس العموم بموجب "قانون الانتخابات العامة البرلمانية المبكرة لعام 2019". وأظهرت استطلاعات الرأي خلال الحملة تقدمًا واضحًا للمحافظين على حزب العمال.
حصل حزب المحافظين على 365 مقعدًا، وهو أعلى عدد ونسبة لهم منذ انتخابات عام 1987، وسجلوا أعلى نسبة من التصويت الشعبي منذ عام 1979؛ وقد جاءت العديد من مكاسبهم في دوائر انتخابية كانت تُعتبر تقليديًا معاقل لحزب العمال، والمعروفة باسم "الجدار الأحمر"، والتي كانت قد صوّتت بقوة لصالح الخروج من الاتحاد الأوروبي في استفتاء 2016. أما حزب العمال فقد حصل على 202 مقعد، وهو أدنى عدد له منذ انتخابات عام 1935. وحقق الحزب الوطني الاسكتلندي مكاسب صافية بلغت 13 مقعدًا، بحصوله على 45% من أصوات الناخبين في اسكتلندا، ليفوز بـ 48 من أصل 59 مقعدًا هناك. وزاد حزب الديمقراطيين الأحرار من حصته في التصويت إلى 11.6%، لكنه حصل فقط على 11 مقعدًا، بخسارة صافية لمقعد واحد مقارنة بالانتخابات السابقة. وخسر زعيم الحزب، جو سوينسون، مقعده لصالح الحزب الوطني الاسكتلندي، ما أدى إلى إجراء انتخابات داخلية للحزب عام 2020، فاز بها إد ديفي. أما الحزب الديمقراطي الوحدوي فقد حافظ على أكبر عدد من المقاعد في أيرلندا الشمالية، فيما استعادت أحزاب مثل الحزب الاشتراكي الديمقراطي وحزب التحالف تمثيلها البرلماني، بعد أن خسر الحزب الديمقراطي الوحدوي بعض مقاعده.
منحت نتيجة الانتخابات بوريس جونسون التفويض الشعبي الذي سعى إليه لتنفيذ انسحاب المملكة المتحدة من الاتحاد الأوروبي، واستكمال إلغاء "قانون الجماعات الأوروبية لعام 1972" في 31 يناير 2020. واستقال زعيم حزب العمال، جيريمي كوربين، عقب الهزيمة، ما أدى إلى انتخاب كير ستارمر، وزير الظل لشؤون البريكست، زعيمًا للحزب في عام 2020. كما خسرت جاين دودز، زعيمة حزب الديمقراطيين الأحرار في ويلز، مقعدها في دائرة بريكون ورادنورشاير. وفي أيرلندا الشمالية، فاق عدد النواب القوميين عدد النواب الوحدويين لأول مرة، رغم أن التصويت الشعبي للوحدويين بقي أعلى بنسبة 43.1%، بينما لم يشغل نواب "شين فين" مقاعدهم التزامًا بتقليد الامتناع عن المشاركة البرلمانية.
ورغم فوزه بأغلبية كبيرة، استقال بوريس جونسون لاحقًا وسط أزمة حكومية عام 2022، وتلته ليز تراس التي تولّت المنصب لمدة خمسين يومًا فقط، ثم ريشى سوناك الذي قاد حزب المحافظين إلى هزيمة ساحقة في الانتخابات التالية. وتعدّ هذه آخر انتخابات جرت في عهد الملكة إليزابيث الثانية.

## الخلفية
هذه الانتخابات هو الأولى في المملكة المتحدة التي تتم في كانون الأول / ديمسبر منذ 1923 حيث تم ترتيبها خلال فترة قصيرة في نهاية تشرين الأول / أكتوبر. كل دائرة انتخابية في المملكة المتحدة تنتخب عضو في مجلس العموم باستخدام نظام الفوز للأكثر أصواتا. هذا يؤدي إلى تشكيل الحكومة من خلال انتخابات غير مباشرة حيث تتكون هذا الحكومة من حزب أو تحالف أحزاب يستطيع الحصول على أغلبية أصوات أعضاء مجلس العموم. من الممكن أن ينتج عن هذه الانتخابات حكومة أغلبية أو حكومة الأقلية.

### أهلية التصويت
للتصويت في الانتخابات العامة على الشخص أن يكون:
- مسجل في السجل الانتخابي،
- يبلغ من العمر 18 سنة أو أكثر يوم التصويت.
- إما مواطن من الكومنولث (ضمن مفهوم القسم 37 من قانون الجنسية البريطانية 1981 [الإنجليزية]) أو مواطن من أيرلندا الشمالية [الإنجليزية] (القسم1(C) من قانون تمثيل الشعب لعام 1983 [الإنجليزية]
- مقيم في عنوان ضمن المملكة المتحدة،[ج] أو مواطن بريطاني يعيش في الخارج قام مسبقاً بالتسجيل للتصويت في المملكة المتحد في أي وقت خلال السنوات الخمس عشر الماضية.[د][7]
  - المواطنون الأيرلنديون الذين ولدوا في أيرلندا الشمالية ومؤهلين كمواطنين بريطانيين، سواءً اعتبروا أنفسهم كذلك أم لا، يمكن اعتبارهم مصوتين من الخارج[8]
- غير ممنوع قانوناً من التصويت (بشكل رئيسي إذا كان الشخص مداناً والموجود في السجن أو المستشفى العقلي، أو بشكل غير قانوني إذا كان الشخص محتجزاً

 أو الفرد المدان ببعض تهم الفساد والممارسات غير القانونية) أو غير المؤهلين للتصويت (أعضاء مجلس اللوردات).
على الفرد أن يكون مسجلاً للتصويت في منتصف الليل قبل موعد التصويت بإثنى عشر يوم عمل. أي فرد مؤهل ليكون ناخب مجهول الاسم يجب أن يكون مسجلاً للتصويت في منصف الليل قبل موعد التصويت بستة أيام عمل. إذا كان للشخص منزلين (كطلاب الجامعة الذين يعيشون في مكان خلال أيام الدراسة ومكان آخر في العطل) قد يكون قادراً على التسجيل في كلا العنوانين طالما أنهما في ذات الدائرة الانتخابية، ولكن يحق له التصويت في واحدة فقط من هذين العنوانين.

### الدوائر الانتخابية
تمت هذه الانتخابات وفق ذات الحدود للدوائر الانتخابية البالغ عددها 650 دائرة وهي الدوائر ذاتها المستخدمة منذ انتخابات العام 2010. خلال المراجعة الدورية السادسة لدوائر وستمنستر الانتخابية التي تمت بناءً على قانون نظام الانتخابات البرلمانية والدوئر الانتخابية 2011 تم تخفيض عدد الدوائر الانتخابية إلى 600 مع تعديلات على حدود الدوائر الانتخابية. هذه التعديلات لم يتم العمل وفقاً لها حيث تحتاج إلى موافقة غرفتي البرلمان، كما أن الحكومة لم تتقدم بالتغيرات ليتم مراجعتها قبل الدعوة إلى الإنتخابات.

### التصويت البريدي والتصويت عبر وكيل
يحق للمصوتين في بريطانيا العظمى التقديم للتصويت البريدي، والمصوتون في إيرلندا الشمالية يستطيعون التصويت عبر البريد إذا قدموا سبب لعدم قدرتهم على التصويت بشكل شخصي. لكي يتم احتساب التصويت، يجب أن تصل ورقة الاقتراع البريدية إلى مكتب الانتخابات أو يتم استلامها من قبل محطة التصويت المحلية قبل إغلاق التصويت.  كما يحق للمصوت السماح لشخص آخر بالتصويت كوكيل إذا قدم سبباً وجيهاً لكون هذا الإجراء ضرورياً.

## موعد الانتخابات
كان آخر موعد لتقديم أوراق المرشحين هو 14 تشرين الثاني / نوفمبر  من المخطط أن تجري الانتخابات في 12 كانون الأول / ديسمبر 2019، حيث تفتح مراكز الاقتراع الساعة السابعة صباحاً وتغلق الساعة العاشرة مساءً.
تم إقرار هذه الانتخابات بغض النظر عن قانون الولاية الثابتة للبرلمان 2011 والذي جعل مدة ولاية برلمان المملكة المتحدة ثابتة، حيث تجري الانتخابات في الخميس الأول من شهر أيار / مايو في السنة الخامسة بعد الانتخابات العامة السابقة. حيث هذا كان سيؤدل إلى انتخابات في 5 أيار / مايو 2022. في 29 تشرين الأول / أكتوبر 2019، مرر مجلس العموم قانون الانتخابات البرلمانية العامة المبكرة 2019 والذي أقر موعد الانتخابات في كانون الأول / ديسمبر. مجلس اللوردات التحق بالركب في اليوم التالي، والموافقة الملكية في اليوم اللذي يليه.
صرح بعض المعلقين السياسيين خلال العام 2019 أنه بسبب الجدل حول اتفاقية انسحاب بريطانيا من الاتحاد الأوروبي هناك احتمالية كبيرة لإجراء انتخابات مبكرة. في كانون الثاني / يناير 2019 تم إجراء تصويت لسحب الثقة من حكومة تيريزا ماي بناءً على طلب من حزب العمال. لو تم تمرير هذا التصويت ولم يكن بالإمكان تشكيل حكومة بديلة، فإن هذا سيؤدي إلى انتخابات مبكرة ولكن لم هذا التصويت لم يحظى بالأغلبية المطلوبة. بعدما أصبح بوريس جونسون رئيساً للوزراء طلب التصويت ثلاث مرات لإجراء انتخابات مبكرة تحت قانون الولاية الثابتة للبرلمان، ولكن فشلت جميع المحاولات في الحصول على أغلبية الثلثين. وبالنهاية تم إقرار مشروع قرار ناجح يحتاج إلى أغلبية بسيطة (على الرغم من إمكانية تعديله أثناء مروره في البرلمان)، واللذي تقدم به الديمقراطيون الليبراليون و‌الحزب القومي الاسكتلندي بتاريخ 28 تشرين الأول / أكتوبر وتم اعتماده في اليوم التالي على الرغم من طلب المعارضة تغيير يوم الاقتراع ليصبح 9 كانون الأول / ديسمبر بدلاً من 12 كانون الأول / ديسمبر حيث فشل تصويت التعديل بأغلبية 315 مقابل 295. وتم أخيراً إقرار المشروع ضمن مجلس العموم بأغلبية 438 مقابل 20.
ستكون هذه أول انتخابات تجري في شهر كانون الأول / ديسمبر منذ انتخابات العام 1923، وهي أول انتخابات تجري بمقتضى قانون برلماني.

### الجدول الزمني
المواعيد الرئيسية هي:
الثلاثاء 29 تشرين الأول / أكتوبر
تمريرقانون الانتخابات البرلمانية العامة المبكرة 2019 عبر مجلس العموم
الأربعاء 30 تشرين الأول / أكتوبر
تمرير قانون الانتخابات البرلمانية العامة المبكرة 2019 عبر مجلس اللوردات
الخميس 31 تشرين الأول / أكتوبر
قانون الانتخابات البرلمانية العامة المبكرة 2019 يحصل على الموافقة الملكية و‌يدخل حيز التنفيذ فوراً. القانون يحدد تاريخ 12 كانون الأول / ديسمبر موعداً للانتخابات البرلمانية العامة القادمة.
الأربعاء 6 تشرين الثاني / نوفمبر
حل البرلمان السابع والخمسين والإطلاق الرسمي للحملات الانتخابة بداية من بوردا. إعلان ملكي يستدعي برلمانًا جديدًا ويحدد موعد أول اجتماع له.
الخميس 7 تشرين الثاني / نوفمبر
استلام أمر تنظيم الانتخابات - وثائق قانونية تعلن عن الانتخابات
اعتباراً من الجمعة 8 تشرين الثاني / نوفمبر
تسليم الدوائر الانتخابية إشعاراً بالانتخابات
الخميس 14 تشرين الثاني / نوفمبر
إغلاق باب الترشح
السبت 16 تشرين الثاني / نوفمبر
إعلان قوائم المرشحين لكل دائرة انخابية
الخميس 21 تشرين الثاني / نوفمبر
أخر موعد للتسجيل بالتصويت البريدي الساعة الخامسة مساءً (أيرلندا الشمالية)
الثلاثاء 26 تشرين الثاني / نوفمبر
آخر موعد للتسجيل بالتصويت البريدي الساعة الخامسة مساءً (بريطانيا العظمى)
آخر موعد للتسجيل للتصويت الساعة 11:59 ليلاً
الأربعاء 4 كانون الأول / ديمسبر
آخر موعد للتسجيل للتصوت الوكيل الساعة الخامسة مساءً (باستثناء الحالات الطارئة)
الخميس 12 كانون الأول / ديمسبر
يوم التصويت - فتح مراكز الاقتراع من الساعة السابعة صباحاً حتى العاشرة مساءً
الجمعة 13 كانون الأول / ديمسبر
الإعلان عن نتائج معظم الدوائر الانتخابية. نهاية بوردا
الثلاثاء 17 كانون الأول / ديمسبر
أول اجتماع للبرلمان الجديد (الثامن والخمسون) للملكة المتحدة لانتخاب المتحدث باسم مجلس العموم وأداء الأعضاء لليمين الدستورية قبل الافتتاح الرسمي للبرلمان الجديد في جلسته الأولى.

## الحملات الانتخابية

### خلفية الحملات الانتخابية
إن أكبر حزبين سياسيين هما حزب المحافظين و‌حزب العمال، حيث أن جميع رؤساء الوزراء منذ 1922 كانوا ينتمون إلى أحد هذين الحزبين. حكم حزب المحافظين منذ العام 2010 متحالفاً مع الديمقراطيون الليبراليون من العام 2010 حتى 2015. تعهد حزب المحافظين خلال الانتخابات العامة 2015 بإجراء استفتاء حول ما إذا كانت المملكة المتحدة ستبقى ضمن الاتحاد الأوروبي وفاز حينها بأغلبية المقاعد. تم إجراء الاستفتاء في حزيران / يونيو 2016 وفازت حملة المغادرة بنسبة 51.9% مقابل 48.1%. بدأت المملكة المتحدة عملية الانسحاب في آذار / مارس 2017 ثم باشرت رئيسة الوزراء تيريزا ماي الانتخابات المبكرة في 2017 لتؤكد على الدعم الذي تحظى به للتفاوض حول الخروج من الاتحاد الأوروبي المخطط له. فاز حزب المحافظين بأكبر عدد من المقاعد ولكنه لم يحصد أغلبية مقاعد مجلس العموم فقام بتشكيل حكومة أقلية مع الحزب الاتحادي الديمقراطي كشريك في الدعم والتأييد. لم تستطع ماي أو خليفتها بوريس جونسون (الفائز في انتخابات زعامة حزب المحافظين 2019) تأمين دعم البرلمان إما للانسحاب بالاتفاق مع الاتحاد الأوروبي أو الانسحاب بدون اتفاق. لاحقاً نجح جونسون في تمرير مقترحه لاتفاقية الانسحاب إلى القراءة الثانية في البرلمان بعد تمديد آخر حتى نهاية كانون الثاني / يناير 2020.
على مدى انعقاد برلمان 2017، عشرون عضواً انسحبوا من أحزابهم، غالباً بسبب خلافات مع زعامة الحزب، بعضهم شكل أحزاب وتحالفات جديدة. في شباط / فبراير 2019، ثمانية أعضاء عماليين وثلاثة محافظين استقالوا من أحزابهم ليشكلوا معاً مجموعة المستقلين.
 بعض خضوعها للتقسيم وتغيير اسمها مرتين، لدى حل المجموعة كانت مكونة من خمس أعضاء باسم «المجموعة المستقلة للتغير» بقيادة آنا سوبري اثنان انضما إلى مجموعة باسم المستقلون (واللتي كان عدد أعضاؤها الأعظمي خمسة)، أحد الأعضاء أسس حزب برينكهيد للعدالة الاجتماعية، بينما العشرون نائباً الآخرون الذين بدأوا كمحافظين أو عمال أصبحوا مستقلين غير مرتبطين بأي مجموعة. سبعة أعضاء من كلا حزبي المحافظين والعمال انضموا إلى الديمقراطيين الأحرار. في النهاية، قام الديمقراطيون الأحرار بزيادة عدد النواب من 12 عند الانتخابات إلى 20 عند حل البرلمان.
أحد أسباب الانشاقات في حزب العمال كانت بسبب المزاعم المستمرة حول معاداة السامية في حزب العمال والإدعاءات بأن جيرمي كوربين وقيادة الحزب لم تقم بما يكفي لمعالجة المشكلة. دخل حزب العمال الحملة الانتخابية وهو قيد التحقيق من قبل لجنة المساواة وحقوق الإنسان. كما أعلنت حركة العمال اليهود أنها لن تقوم بشكل عام بحملة انتخابية لدعم حزب العمال. في المقابل تم انتقاد حزب المحافظين بعدم بذل الجهود الكافية لمواجهة الخوف من الإسلام في الحزب.

### المواقف السياسية

#### اتجاه الانسحاب من الاتحاد الأوروبي
الأحزاب الرئيسية لديها مواقف واسعة اتجاه الانسحاب من الاتحاد الأوروبي. حزب المحافظين يدعم الانحساب ضمن شروط اتفاقية الانسحاب كما تفاوض عليها جونسون (النسخة المعدلة من اتفاقية ماي السابقة)، وهذه الاتفاقية تشكل الجزء المحوري في حملة المحافظين. حزب البريكسيت يفضّل الخروج دون اتفاق وزعيم الحزب نايجل فاراج يدعوا جونسون لإسقاط الاتفاق.
عارض الانسحاب من الاتحاد الأوروبي كلاً من الحزب القومي الاسكتلندي مربع النقشمجموعة المستقلين للتغيير, و‌حزب الخضر في إنكلترا وويلز واقترحوا إقامة استفتاء آخر مع خيار البقاء في الاتحاد الأوروبي، وسيقومون بالحملات لدعم هذا الخيار. هذا الموقف مشابه لموقف الديمقراطيون الأحرار مع تعهد بأنهم في حال شكلوا حكومة أغلبية (وهذا ما يعتبر مستبعد بشدة من قبل المراقبين) سيقومون بسحب تفعيل المادة 50 فوراً.
موقف حزب العمال هو أن الحكومة العمالية ستقوم بإعادة التفاوض على اتفاقية الانسحاب (باتجاه تقارب أكبر مع الاتحاد الأوروبي بعد الانسحاب) ثم بعد ذلك يضع هذا الخيار أما خيار البقاء في الاتحاد الأوروبي في استفتاء شعبي. موقف حزب العمال تجاه هذا الاستفتاء سيتم تحديده ضمن مؤتمر خاص. ضمن حلقة من برنامج Question Time تستضيف قادة أربع أحزاب، قال الزعيم العمالي جيرمي كوربين أنه سيبقى محايداً في هذا الاستفتاء.
على الرغم من أن الحزب الاتحادي الديمقراطي يفضّل اتفاقية الانسحاب من المبدأ، إلا أنه يعارض الاتفاقات التي تفاوض عليها ماي وجونسون، مشيراً إلى أنها تؤسس لتفرقة كبيرة بين أيرلندا الشمالية وباقي المملكة المتحدة. تفضّل أحزاب الشين فين، الحزب الاشتراكي العمالي و‌حزب ألستر الوحدوي البقاء ضمن الاتحاد الأوروبي. حزب ألستر الوحدوي لا يرى ضرورة لإجراء استفتاء ثاني لتحقيق هذا الهدف.